# Wrabel
	Stephen Wrabel (Nueva York, 7 de enero de 1989) es un músico, cantautor y cantante estadounidense. 

## Biografía
En 2022 participó de This Is Me película autobiográfica del músico holandés Armin van Buuren. El tema  This Is Me, del álbum 'Feel Again' captura las secuelas de un amor desperdiciado y el abrumador entumecimiento que causa. Dirigido por letras sinceras, la voz altísima de Wrabel y una producción sólida que alimenta el deseo de recuperar lo perdido, este himno pondrá la piel de gallina a los oyentes cada vez que lo escuche.
Wrabel asistió a la escuela secundaria en The Kinkaid School en Houston, Texas. Después de la secundaria, estudió en Berklee College of Music durante un semestre hasta que dejó Boston para mudarse a Los Ángeles y concentrarse en escribir canciones. Obtuvo su primera gran oportunidad cuando firmó con Pulse Recording como compositor.
En 2010, Wrabel grabó el tema principal del programa de juegos de NBC Minute to Win It, "Get Up", producido por Eve Nelson.
Wrabel firmó con Island Def Jam en 2012 por el presidente y director ejecutivo de Island Def Jam Music Group, Barry Weiss, y la vicepresidenta ejecutiva y directora de A&R, Karen Kwak.

## Discografía
- 2022, This Is Me